# Vanden Plas

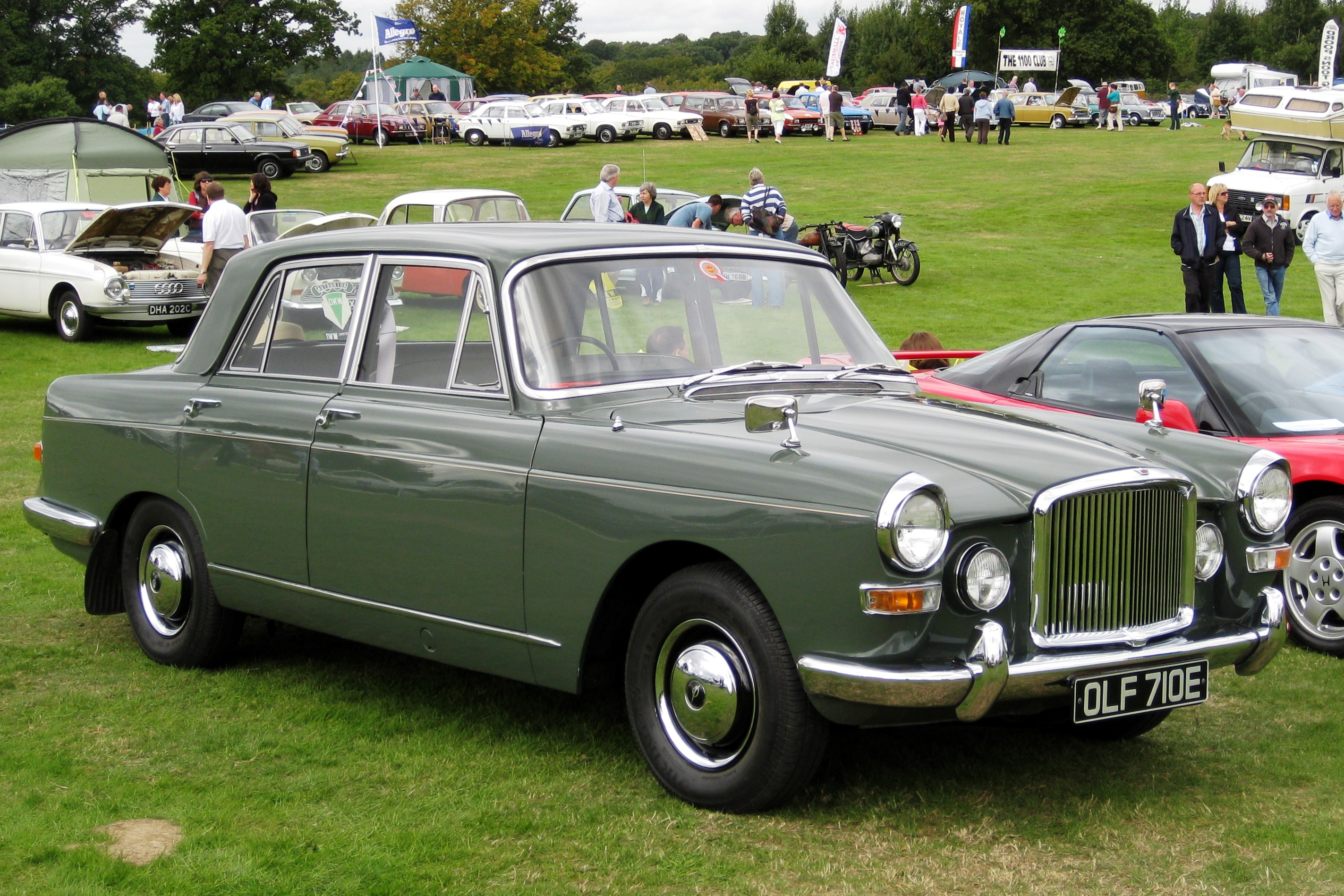
Vanden Plas Princess R z 1967 roku

Vanden Plas – dawne belgijskie, a następnie brytyjskie przedsiębiorstwo branży motoryzacyjnej, zajmujące się produkcją nadwozi samochodych, którego początki sięgają 1870 roku.

## Historia
W 1870 roku Guillaume van den Plas otworzył w Brukseli warsztat produkujący początkowo koła do powozów. W 1884 roku przedsiębiorstwo przeniesione zostało do Antwerpii, gdzie rozpoczęło produkcję całych powozów. W 1890 roku, w związku z rosnącym popytem, ponownie otwarta została filia w Brukseli, a w 1898 Vanden Plas rozpoczął produkcję nadwozi dla samochodów. W 1912 roku spółka otworzyła filię w Anglii pod nazwą Vanden Plas (England) Ltd.
W 1923 roku I wojnie światowej przedsiębiorstwo zbankrutowało, po czym została nabyte przez Edwina Foxa i ponownie rozpoczęło działalność jako Vanden Plas (England) 1923 Ltd. Siedziba nowego przedsiębiorstwa mieściła się w Kingsbury, w Londynie. Vanden Plas dostarczał wówczas nadwozia dla wielu producentów samochodów luksusowych, m.in. Alvis, Bentley oraz Lagonda.
W 1946 roku spółka została wykupiona przez przedsiębiorstwo Austin Motor Company, w późniejszych latach wraz z nią stając się częścią British Motor Corporation, British Motor Holdings i ostatecznie British Leyland. Ostatni samochód noszący markę Vanden Plas wyprodukowany został w 1979 roku. W późniejszych latach marka należała do Rover Group (1986-2000; w 1991 roku spółka została wykreślona z rejestru przedsiębiorstw) oraz MG Rover Group (2000-2005). W 2005 roku prawa do marki zostały nabyte przez chiński koncern Nanjing Automobile Group, a obecnie przysługują spółce SAIC.